# Fiastrone
Le Fiastrone est une rivière d'une longueur de 34 km  de la province de Macerata dans la région des Marches en Italie. Sa source se situe dans les monts Sibyllins près de Bolognola. La rivière coule au nord-ouest à travers les montagnes avant d'entrer dans le Lago di Fiastra. La rivière sort ensuite du lac et coule vers le nord-est, quitte les montagnes et le parc national des Monts Sibyllins et coule vers le nord et se jette dans la rivière Chienti à Belforte del Chienti . 